# Parawani (rzeka)
Parawani (gru. ფარავანი) – rzeka w południowej Gruzji w regionie Samcche-Dżawachetia, prawy dopływ Kury. Ma 81 km długości.
Wypływa z jeziora Parawani, płynąc najpierw w kierunku południowym. Następnie wpływa do jeziora Saghamo, z którego wypływa w kierunku zachodnim. Po kilkunastu kilometrach skręca na północ i przepływa przez Achalkalaki. Następnie znów skręca na zachód. Uchodzi do Mtkwari (Kury) poniżej wsi Chertwisi. Przy ujściu zlokalizowane są ruiny twierdzy Chertwisi z XIV wieku.
W pobliżu ujścia powstała elektrownia wodna Parawani. Decyzja o jej budowie wywołała kontrowersje, ponieważ na jej potrzeby skonstruowano 14-kilometrowy tunel derywacyjny, kierujący nawet do 90% wód rzeki do Mtkwari powyżej wsi Chertwisi, narażając ją na powodzie. Wśród innych zastrzeżeń wymieniano również negatywny wpływ na ekosystem.